# Display multifuncional

Exemplo esquemático de um display multifuncional

O display multifuncional (MFD) (parte de estrutura multifuncional) é uma pequena tela (podendo ser de tubo de raios catódicos ou LCD) com múltiplas configurações em touchscreen. Pode ser usadas para apresentar informações ao usuário de várias formas especialmente configuradas. MFD são originários da aviação, sendo primeiramente utilizados em aeronaves militares, adotadas posteriormente para aviação comercial, aviação geral e automóveis. 
Muitas vezes um MFD será usado em conjunto com uma primary flight display, e forma parte de componentes de um glass cockpit. MFD é parte da era digital de aviões modernos e helicópteros. O primeiro MFD foi introduzido pelas forças aéreas no final dos anos de 1960 e início de 1970; um exemplo condiz com o F-111D (o primeiro solicitado em 1967, sendo entregue entre 1970 e 1973). A vantagem de MFD sobre display analógico está na redução de espaço no cockpit, com as informações sendo apresentadas em apenas um canal de uma vez. Como exemplo, o cockpit de um helicóptero RAH-66 "Comanche" não apresenta dispositivos analógicos, com todas as informações apresentadas nas páginas do MDF. A possibilidade de uso do display multifuncional difere muito entre cada aeronave, complementando suas habilidades específicas em combate. 
Muitos MFDs possibilitam ao display a rota de navegação, mapa em movimento, radar climático, NEXRAD, GPWS, TCAS e informações sobre aeroportos na mesma tela. 
MFD começaram a serem adicionados na Space Shuttle (assim como cockpit de vidro) no início de 1998, buscando substituição de instrumentos analógicos e CRTs. A informação que aparece no display é similar ao da aviação, sendo o primeiro cockpit de vidro utilizado na missão STS-101. Tais componentes começaram a ser utilizados na aviação civil, caso do Cirrus SR20 que foi o primeiro avião com MFD certificado. 
MFD também estão presentes em automóveis. 